# Vitilevurall
Vitilevurall (Vitirallus watlingi) är en förhistorisk utdöd fågel i familjen rallar inom ordningen tran- och rallfåglar. Den placeras som ensam art i släktet Vitirallus. 

## Upptäckt
Lämningar efter fågeln upptäcktes september 1998 på Viti Levu, den största av öarna i Fiji. Den beskrevs vetenskapligt först 2004.  Typexemplaret finns på Museum of New Zealand Te Papa Tongarewa.

## Utseende
Vitilevurallen tros ha varit flygoförmögen och ungefär samma storlek som fijirallen, men med en väldigt lång och smal näbb.

## Namn
Artens vetenskapliga namn hedrar ornitologen Dick Watling.